# Jaltomata aspera
Jaltomata aspera là loài thực vật có hoa trong họ Cà. Loài này được (Ruiz & Pav.) T. Mione & F. G. Coe mô tả khoa học đầu tiên năm 1992.